# Acteon teramachii
Acteon teramachii is een slakkensoort uit de familie van de Acteonidae. De wetenschappelijke naam van de soort is voor het eerst geldig gepubliceerd in 1950 door Habe.